# MILF (film 2018)
MILF è un film del 2018 diretto da Axelle Laffont.

## Trama
Tre donne sulla quarantina iniziano a frequentare uomini più giovani mentre sono in vacanza. Il trio, Sonia, Cécile ed Elise, sono amiche che si recano in Costa Azzurra per aiutare Cécile a preparare la sua casa per le vacanze da vendere.
Durante le loro vacanze, incontrano tre uomini sulla ventina: Julien, Paul e Markus (un ex amico di famiglia di Cécile), che lavorano in un club velico locale. Gli uomini si interessano immediatamente alle donne, che considerano "MILF". I sei trascorrono molto tempo insieme durante un'avventura estiva; il film termina durante il loro ultimo giorno di vacanza.
Il film presenta anche la figlia nella vita reale di Laffont, Mitty Hazanavicius, che interpreta sua figlia Nina, che va a trovarla per un paio di giorni.